# La seconda moglie (film 1951)
La seconda moglie è un film del 1951 diretto da James V. Kern.

## Trama
Ellen Foster durante un viaggio in treno conosce Jeff Cohalan. I due cominciano a frequentarsi e piano piano la donna conosce il passato dell'uomo: Jeff era promesso a Viviane, la figlia del suo capo, ma la ragazza muore in un incidente d'auto il giorno prima delle nozze; da quel giorno Jeff non ha più parlato della promessa sposa e non ha più invitato nessuno nella casa costruita per lei.
La vita dell'uomo è costellata da strani incidenti, al lavoro non si trovano i suoi progetti, il cavallo si azzoppa nella stalla, le rose del giardino muoiono, il cane viene avvelenato e alla fine anche la casa brucia a causa di uno strano incendio.
L'ostinata Ellen è convinta che gli incidenti non siano casuali ma provocati da qualcuno che odia Jeff, mentre il dottor Hartley continua a considerare l'uomo vittima di paranoia e autore inconsapevole di tutti gli incidenti provocati da suo senso di colpa per la perdita della fidanzata.
Anche Jeff di nascosto prova a indagare su questi incidenti e temendo per la vita di Ellen finge un tentativo di suicidio. Riesce in questo modo a rendersi conto della verità: tutti gli incidenti sono stati provocati dal mancato suocero Ben Sheppard che voleva vendicarsi per la perdita dell'adorata figlia, ritenendo Jeff responsabile dell'incidente d'auto..
Ma Ellen, innamorata dell'uomo, riesce con le sue indagini a trovare un testimone dell'incidente mortale, questo rivela che Vivian era in auto con Keith Ferris, suo amante, Jeff infatti per evitare lo scandalo non lo aveva accusato e si era preso la colpa.
Turbato da questa rivelazione Sheppard ha un crollo nervoso che lo porterà al ricovero mentre Jeff ed Ellen possono finalmente pensare al loro futuro insieme.